# Biopsia cutanea

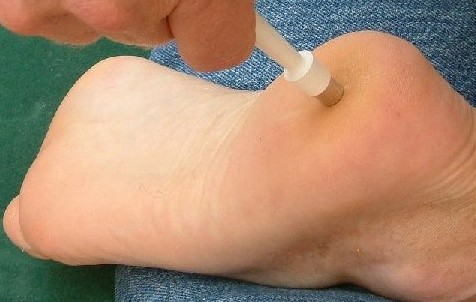
Punch biopsy

La biopsia cutanea è una tecnica chirurgica che consiste nella rimozione di una lesione cutanea (o di una porzione di questa) per fini diagnostici o terapeutici. È comunemente praticata in ambulatorio, con il paziente sotto anestesia locale.
Il professionista che esegue la tecnica è solitamente un dermatologo, ma può essere effettuata anche da medici di medicina generale (MMG), internisti e chirurghi. Il compito di diagnosticare la natura della lesione cutanea è di solito affidato all'anatomopatologo. I risultati di una biopsia cutanea sono solitamente disponibili entro 4-10 giorni.
È necessario acquisire delle competenze prima di effettuare una biopsia, questo per evitare che si ottenga un campione inutile sia ai fini della terapia che della diagnosi. Nei casi in cui una biopsia non sia effettuata correttamente alcuni medici sottopongono il paziente alla Tecnica di Mohs.
Ci sono quattro tipi principali di biopsia cutanea: 
- biopsia per shaving (shave biopsy);
- punch biopsy;
- biopsia escissionale;
- biopsia incisionale.

A seconda della lesione cutanea e dalla sua localizzazione si può preferire una tecnica rispetto all'altra. Come la maggior parte delle biopsie, richiede necessariamente il consenso informato del paziente e la somministrazione di un anestetico (di solito lidocaina somministrata per via topica).

## Tipi

### Shave biopsy
Prima di eseguire questa biopsia il medico deve fare una prognosi della lesione (e possibilmente, una stadiazione di questa in caso di sospetta neoplasia). Deve inoltre prevedere l'andamento della crescita di eventuali cellule tumorali, soprattutto nel caso di sospetto melanoma o carcinoma a cellule squamose. Per queste patologie potrebbe essere preferita una punch-biopsy una biopsia incisionale al fine di evitare falsi negativi. (esempio: diagnosticare una cheratosi attinica o detriti cheratinici al posto di un carcinoma a cellule squamose).
La shave biopsy rappresenta il metodo ideale per la diagnosi del carcinoma basocellulare. Può essere usato per diagnosticare anche il carcinoma a cellule squamose e il melanoma-in-situ.
Una shave biopsy può essere effettuata con le lame dei seguenti strumenti chirurgici: 
- bisturi;
- rasoio (lama ricurva).

Il procedimento consiste nel "raschiamento" di una porzione (quella protudente) della lesione cutanea; alla fine della procedura il chirurgo lascerà sul paziente soltanto la cute piatta.
La buona riuscita della biopsia dipende soprattutto dall'esperienza del chirurgo: è infatti possibile rimuovere piccole porzioni di cute senza causare alcuna imperfezione o provocare cicatrici o le cosiddette "orecchie di cane". L'emostasi si induce usando l'elettrocauterizzazione, la soluzione di Monsel o il cloruro di alluminio.
L'emostasi per la tecnica shave può presentare complicazioni se basata sulla singola elettrocauterizzazione. Ad esempio una piccola biopsia per shaving trattata solo con elettrocauterizzazione di solito evolve in ustione. L'emostasi può essere facilitata con un bendaggio compressivo o con un astringente chimico in pazienti che usano anticoagulanti.

### Punch biopsy
Una punch biopsy si effettua con una lama circolare dal diametro che oscilla da 1mm agli 8mm. La lama, che è attaccata ad uno strumento a forma di penna, è ruotata attraverso l'epidermide, il derma e il grasso sottocutaneo producendo un "core" cilindrico di tessuto. Alcune biopsie-punch prelevano tessuti con margini ellittici, sebbene un dermatologo possa ottenere la stessa forma con un bisturi standard.
L'incisione effettuata tramite punch biopsy è facilmente richiusa con una o due suture.
Il diametro del punch utilizzato varia in base alla lesione da analizzare. Ad esempio si preferiscono:
- punch da 3.5 o 4mm nel caso della maggior parte delle patologie infiammatorie della cute;[senza fonte]
- punch da 1mm e 1.5mm per lesioni in zone che non possono essere prelevate tramite shave biopsy (es. per motivi estetici). Il punch da 1mm causa lievi sanguinamenti e in seguito al prelievo la ferita è lasciata aperta senza effettuare alcun punto di sutura. Lo svantaggio dei punch da 1mm è che il tessuto ottenuto non è molto maneggevole per gli step propedeutici all'analisi al microscopio (es. colorazione e fissazione); ecco perché la biopsia con punch da 1.5mm è usata nella maggior parte dei casi.

### Biopsia incisionale
Il taglio durante una biopsia incisionale è effettuato attraverso l'intero derma fino al grasso sottocutaneo. Una punch biopsy è essenzialmente una biopsia incisionale con l'unica differenza che il punch è circolare e non ellittico, come invece accade nella maggior parte delle biopsie incisionali. Permette una diagnosi migliore nel caso di patologie che insorgono negli strati profondi della cute (es. pannuculiti) poiché rispetto alle punch permettono di ottenere più tessuto sottocutaneo.
Le biopsie incisionali sono effettuate con un bisturi e possono includere: 
- l'intera lesione (escissionali);
- parte della lesione;
- parte della lesione e parte della cute sana (es. per mostrare l'interfaccia tra cute sana e malata)

Una biopsia incisionale lunga e sottile è perfetta per tessuti delle estremita basse poiché questi esercitano una tensione bassa a taglio finito. I vantaggi della biopsia incisionale rispetto alla punch è che l'emostasi è fatta più facilmente grazie ad una visualizzazione migliore. Il difetto "a orecchie di cane" è raro nella biopsia incisionale con lunghezza almeno il doppio della larghezza.

### Biopsia escissionale
La biopsia escissionale condivide gli stessi principi tecnici di quella incisionale, con la differenza di prelevare la lesione a pieno spessore. Rappresenta il gold standard nella diagnosi di piccoli melanomi, poiché è sia diagnostica che terapeutica; consente inoltre migliori risultati estetici. È solitamente praticata a "margini chirurgici sottili" al fine di prelevare il melanoma a pieno spessore. Questo aumenta la sensibilità della prognosi e dunque della diagnosi.
Possono esserci casi in cui la biopsia escissionale sia scartata, anche in casi di melanoma. Ad esempio:
- presenza di un melanoma-in situ grande posizionato sul volto. In questo caso il medico potrebbe scegliere di effettuare piccole biopsie-punch al posto di praticare una grande escissione.

Alcuni professionisti possono decidere di fare prima una punch ed in seguito una biopsia escissionale. Ad esempio, nel caso in cui la punch dimostrasse la presenza di "atipia cellulare marcata" allora l'anatomopatologo potrebbe consigliare al dermatologo di praticare un'escissione a pieno spessore. La comunicazione anatomopatologo-dermatologo è essenziale e consente di evitare falsi positivi.

### Biopsia per curettage (raschiamento)
Una biopsia per curettage può essere eseguita sulla superficie di tumori o di lesioni cutanee elementari. Non è molto consigliata nella diagnosi dei carcinomi a cellule basali (poiché potrebbe stravolgere la morfologia della lesione). Richiede una piccolissima quantità di anestetico (per via topica) o addirittura nessuno a seconda della lesione da esaminare. Nel primo caso il patologo che riceverà il referto dovrà essere informato sul tipo di anestetico usato, poiché gli anestetici ad uso topico possono causare degli artefatti sulle cellule epidermiche.
Viene eseguita con una lama rotonda di una curette.
Esempi di anestetico ad uso topico sono: azoto liquido o crioterapia. Anche questi possono causare artefatti e dunque portare a falsi positivi/negativi per la diagnosi di tumori cutanei a carattere maligno.

### Agoaspirato
L'agobiopsia viene effettuata tramite un gesto rapido della mano che simula una "pugnalata". Lo strumento utilizzato è una siringa con un ago alla sua estremità. In seguito alla penetrazione il dermatologo aspira rapidamente il tessuto. È una metodica utilizzata per la diagnosi di tumori cutanei profondi o di linfonodi situati profondamente nella cute. Può essere effettuato per distinguere tra una lesione cistica e un lipoma.
L'aspirato cellulare è poi montato su un vetrino, preparato per la diagnosi e inviato in laboratorio per la diagnosi da parte dell'anatomopatologo. L'agoaspirato può essere effettuato con un piccolo ago e con una piccola siringa (da 1cc). Sia il chirurgo che il patologo devono essere ampiamente familiari con questa metodica e devono conoscerne i metodi di preparazione e conservazione al fine di evitare falsi positivi.

### Biopsia per cauterizzazione (Biopsia per shaving)
È anche conosciuta come biopsia escissionale per "scoop" o "scallop", Negli ultimi 10 anni vi è stata una tendenza in dermatologia a praticare delle escissioni profonde per shaving in zone di cute con lesioni pigmentate. Un autore ha pubblicato i risultati di questo metodo e ha concluso che è una pratica migliore dell'escissione standard e richiede meno tempo, soldi e tempo Presenta diversi contro:
1. Può causare diverse cicatrici;
2. Le lesioni possono anche non guarire, soprattutto nei casi di nevo melanocitico ricorrente; i melanociti rimanenti possono ricrescere nella cicatrice e formare dei pattern che possono portare il dermatologo a diagnosticare un melanoma recidivante, soprattutto nel caso di infiammazione e coinvolgimento di vasi sanguigni antistanti la lesione;
3. La tecnica può non prelevare la lesione a pieno spessore (es: può non raggiungere il derma o il grasso sottocutaneo); ciò consente la nascita di recidive nella cicatrice nel caso di melanomi

## Indicazioni
Sono elencate delle lesioni cutanee e il tipo di tecnica bioptica utilizzata. I dati sono stati estratti da una serie di pubblicazioni scientifiche per mezzo di Alguire & Mathes:
| Indicazione               | Lesione osservata                             | Diagnosi possibile | Tecnica Bioptica                                                                 |
| ------------------------- | --------------------------------------------- | --- | -------------------------------------------------------------------------------- |
| Diagnostica               | Esantemi                                      | Vasculite leucocitoclastica da farmaci; Linfoma cutaneo; Lupus eritematoso; Reazione a farmaci; Dermatiti; Eritema multiforme; Sarcoma di Kaposi              | Punch Biopsy                                                                     |
| Diagnostica               | Bolla                                         | Pemfigo; Pemfigoide; Psoriasi; Reazione a farmaci | Punch Biopsy                                                                     |
| Diagnostica e Terapeutica | Lesioni profonde (che coinvolgono l'ipoderma) | Panniculiti; Eritema nodoso | Escissione                                                                       |
| Diagnostica e Terapeutica | Nevi e altre lesioni iperpigmentate           | Nevi displastici; Melanoma maligno | Biopsia Escissionale o Punch Biopsy (se la lesione è piccola)                    |
| Diagnostica e Terapeutica | Lesioni superficiali                          | Cheratosi attinica; Carcinoma a cellule basali; Cheratosi seborroica Granuloma piogenico; Acrochordon (fibroma pendulo); Carcinoma a cellule basali; Verruche | Biopsia escissioale (o biopsia - shave per sospetta neoplasia maligna nel derma) |